# Олсон, Мэтт
Мэттью Кент Олсон (англ. Matthew Kent Olson, 29 марта 1994, Атланта, Джорджия) — американский бейсболист, игрок первой базы и аутфилдер клуба «Окленд Атлетикс». Обладатель Золотой перчатки по итогам сезонов 2018 и 2019 годов.

## Биография
Олсон родился 29 марта 1994 года в Атланте. Учился в школе Парквью в Лилберне. В 2011 и 2012 годах Мэтт в составе школьной команды становился победителем чемпионата штата, играя на первой базе и питчером. В 2012 году газета Gwinnette Daily Post признала его Игроком года. На драфте Главной лиги бейсбола 2012 года Олсон был выбран «Оклендом» в первом раунде под общим 47 номером. После подписания контракта с клубом он отказался от намерения поступать в университет Вандербильта.
Профессиональную карьеру Олсон начал в составе фарм-клуба «Атлетикс» в Аризонской лиге. В 46 сыгранных матчах он отбивал с показателем 28,2 % и набрал 41 RBI. В 2012 году он также провёл четыре игры за «Вермонт Лейк Монстерс». По итогам сезона издание Bleacher Report включило его в число десяти самых перспективных молодых игроков «Окленда». С 2013 по 2016 год Мэтт выступал за различные команды в системе «Окленда», продвинувшись до уровня ААА-лиги. В составе «Нэшвилл Саундс» он отбивал с показателем 26,3 %, провёл 131 матч в регулярном чемпионате и 5 в плей-офф Лиги Тихоокеанского побережья. В сентябре его впервые вызвали в основной состав «Атлетикс», до конца сезона Олсон сыграл в одиннадцати матчах Главной лиги бейсбола.
Чемпионат 2017 года Олсон также начал в «Нэшвилле», в основной состав «Атлетикс» был вызван в июне. Сезон он закончил с показателем отбивания 25,9 %, выбил 24 хоум-рана, при этом сделав только 26 экстра-бейс-хитов. В 2018 году он стал основным игроком первой базы «Окленда», сыграв во всех 162 матчах регулярного чемпионата. Мэтт выбил 29 хоум-ранов и по итогам сезона получил награду Золотая перчатка, вручаемую лучшим игрокам защиты. В первой игре чемпионата 2019 года, которую «Атлетикс» играли в Токио, получил травму, из-за чего пропустил 34 игры. В оставшихся играх сезона Олсон отбивал с показателем 26,7 %, установив личные рекорды по числу хоум-ранов (36) и RBI (92). Показатель надёжности его игры в защите составил 99,3 %, второй год подряд Мэтт стал обладателем Золотой перчатки.